# Jerxheim
Jerxheim település Németországban, azon belül Alsó-Szászország tartományban. Lakosainak száma 1087 fő (2023. december 31.). Jerxheim Ingeleben és Gevensleben községekkel határos.

## Népesség
A település népességének változása:
| Lakosok száma | 1179 | 1167 | 1129 | 1129 | 1084 | 1101 | 1087 |
|               | 2016 | 2017 | 2018 | 2019 | 2021 | 2022 | 2023 |